# Slangenbeek
De wijk Slangenbeek is een nieuwbouwwijk in Hengelo in de Nederlandse provincie Overijssel. De eerste woningen verschenen aan het einde van de jaren 80 van de 20e eeuw in de Roershoek. Halverwege de jaren 90 namen Vossenbelt Zuid en iets later Vossenbelt Noord het stokje over. Het nieuwbouwgebied heeft zich inmiddels verplaatst naar Het Broek. Daarnaast is ook nieuwbouw voorzien in Dalmeden en Schalmeden, ten noorden van de huidige bebouwing.

## Positionering
De meest noordelijke wijk van Hengelo is de wijk Slangenbeek. Deze uitbreidingswijk is nog volop in ontwikkeling met de nieuwbouw in Broek Noord en de nieuwe plangebieden Kristenbos aan de westkant en Dalmeden aan de noordkant van Slangenbeek. Aan de zuidkant wordt de wijk begrensd door de A1. De noordoost kant van de wijk grenst aan de gemeente Dinkelland, het nieuwe plangebied Kristenbos in het westen van Slangenbeek grenst aan de gemeente Borne. De wijk dankt zijn naam aan de gelijknamige beek die de wijk doorkruist.

## Bouwperiode
Roershoek is de oudste buurt van Slangenbeek. Het merendeel van de woningen is hier begin jaren 90 van de 20e eeuw gebouwd. Vervolgens werden in de tweede helft van de jaren 90 de Vinex-buurten Vossenbelt Zuid en Noord ontwikkeld en werd begin 2000 gestart met woningbouw in Het Broek.